# Valaškovce
Valaškovce (in ungherese Pásztorhegy, in tedesco Bleschendorf) è un comune della Slovacchia facente parte del distretto di Humenné, nella regione di Prešov.
Statisticamente è equiparato ad un comune, ma in effetti si tratta di un'area militare (vojenský obvod) senza residenti.